# Ngendut
Ngendut is een bestuurslaag in het regentschap Ponorogo van de provincie Oost-Java, Indonesië. Ngendut telt 1210 inwoners (volkstelling 2010).